# Flausch

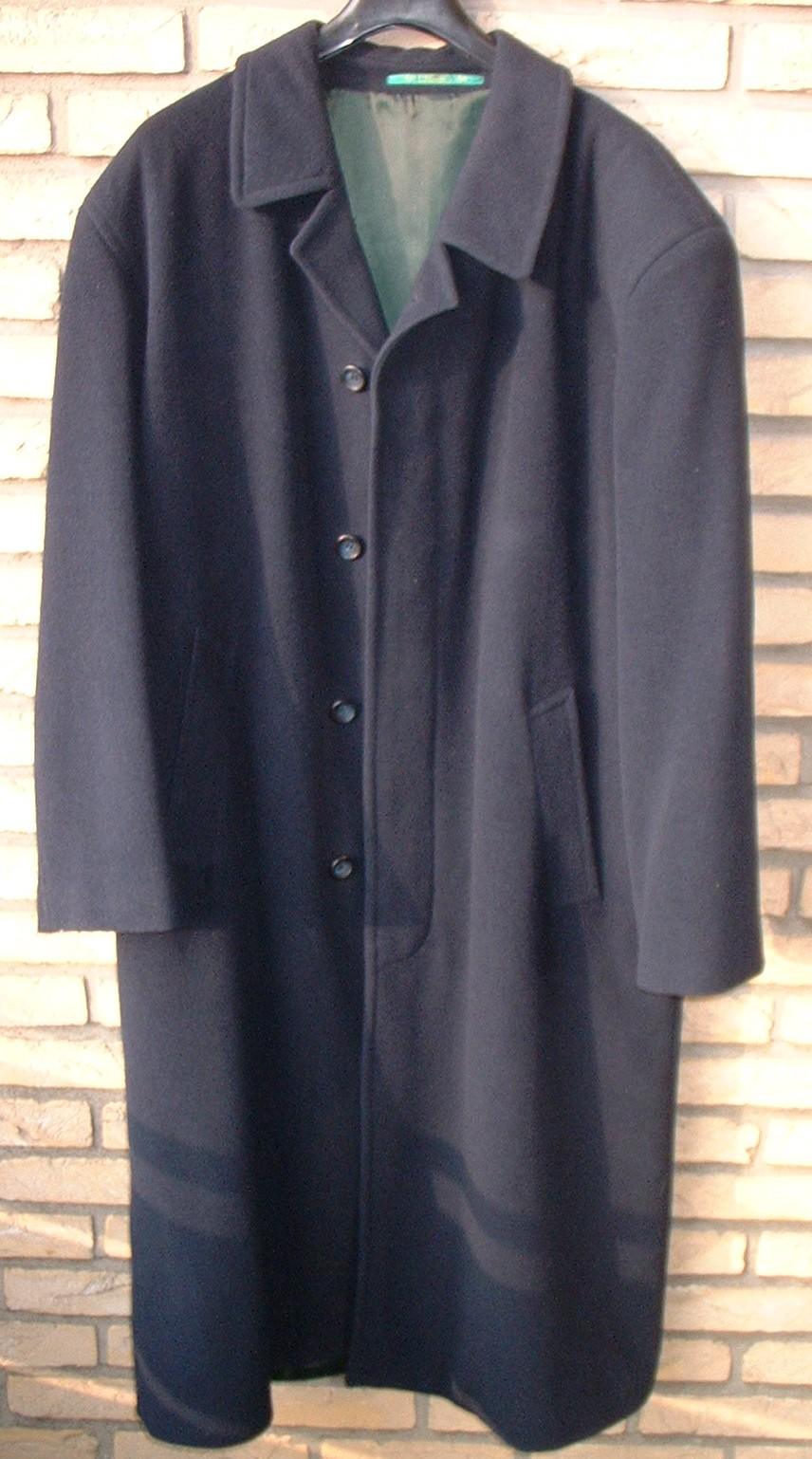
En kappa gjord i flausch

Flausch betecknar damkapptyg som ruggats (behandlats så att det har ett luddigt ytskikt av lugg).